# Viscount Hambleden

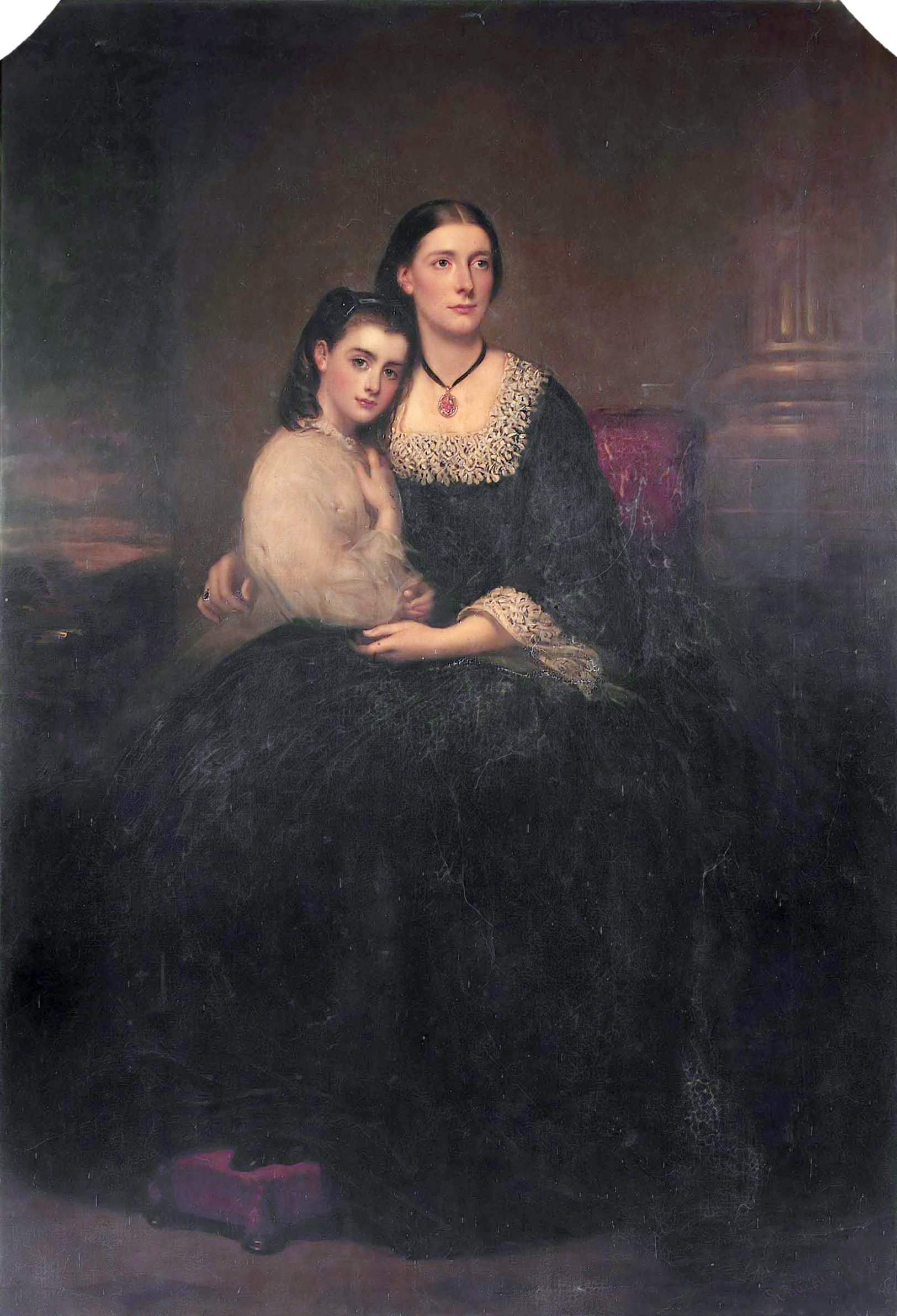
Emily Smith, 1. Viscountess Hambleden, und ihre Tochter

Viscount Hambleden, of Hambleden in the County of Buckingham, ist ein erblicher britischer Adelstitel in der Peerage of the United Kingdom.

## Verleihung
Der Titel wurde am 11. November 1891 für Emily Smith, geborene Danvers, geschaffen. Die Verleihung geschah in Anerkennung der Verdienste ihres am 6. Oktober 1891 verstorbenen Ehegattens, des Politikers und Geschäftsmanns William Henry Smith. Die Erblichkeit des Titels wurde bei der Verleihung auf ihre männlichen Nachkommen aus der Ehe mit ebendiesem beschränkt.
Heutiger Titelinhaber ist ihr Ur-urenkel Henry Smith als 5. Viscount.

## Liste der Viscounts Hambleden (1891)
- Emily Smith, 1. Viscountess Hambleden (1828–1913)
- William Smith, 2. Viscount Hambleden (1868–1928)
- William Smith, 3. Viscount Hambleden (1903–1948)
- William Smith, 4. Viscount Hambleden (1930–2012)
- Henry Smith, 5. Viscount Hambleden (* 1955)

Mutmaßlicher Titelerbe (Heir Presumptive) ist ein jüngerer Bruder des aktuellen Titelinhabers, the Hon. Bernardo Smith (* 1957).